# Волок (Торопецький район)
Волок (рос. Волок) — присілок в Торопецькому районі Тверської області Російської Федерації.
Населення становить 214 осіб. Входить до складу муніципального утворення Плоскоське сільське поселення.

## Історія
Від 2005 року входить до складу муніципального утворення Плоскоське сільське поселення.

## Населення
| 2010 |
| ---- |
| 214  |